# Dimeka
Dimeka est une petite ville du sud de l'Éthiopie. Chef-lieu du woreda Hamer depuis longtemps, elle est aussi depuis 2023 le chef-lieu de la zone Debub Omo[réf. souhaitée] dans la région Éthiopie du Sud.

## Situation
Située dans la vallée du Grand Rift vers 1 100 m d'altitude, Dimeka est à environ 650 km d'Addis-Abeba, une centaine de kilomètres au sud de Jinka.

## Histoire
Dimeka fait partie de la région des nations, nationalités et peuples du Sud jusqu'au transfert de la zone Debub Omo dans la région Éthiopie du Sud en 2023.
Dès 2023, le détachement de la zone Ari prive la zone Debub Omo de sa principale agglomération Jinka.
Dimeka bénéficiant d'une position relativement centrale dans le reste de la zone en devient alors le chef-lieu[réf. souhaitée].

## Population
Le recensement national de 2007 fait état de 2 023 habitants à Dimeka.